# Mario Puzo
Mario Gianluigi Puzo (15. října 1920, New York – 2. července 1999, New York) byl americký spisovatel, který bývá literárními kritiky označován jako dědic generace naturalistů.

## Biografie
Narodil se v Hell‘s Kitchen v západní části New York City jako syn chudých italských přistěhovalců z obce Pietradefusi v provincii Avellino v Kampánii. Když Spojené státy vstoupily do druhé světové války, narukoval k letectvu, v němž sloužil v jižní Asii a Německu; tam také zůstal i po skončení války jako civilní zaměstnanec. Po návratu z války studoval na Kolumbijské univerzitě sociologii a navštěvoval kursy tvůrčího psaní. První povídku s názvem Poslední Vánoce publikoval v roce 1950. Po mnoha letech v diplomatických službách se začal věnovat psaní. Zemřel 2. července 1999 v New Yorku.

## Dílo
První dva romány Maria Puza, Temná aréna (popisuje situaci v poválečném Německu) a Šťastný poutník, byly přijaty kritikou vlídně, ale autor jimi peníze ani slávu nezískal.
Jeho hlavním uměleckým odkazem je série románů z prostředí italské mafie v USA. V roce 1969, po dokončení románu Kmotr se Puzo stal doslova přes noc uznávaným a slavným autorem. Na úspěch Kmotra navázal dalšími „mafiánskými“ romány – např. Sicilián (kterým se vrátil do čela žebříčku bestsellerů v roce 1984), Omerta a Poslední kmotr. Další román pak popisuje sérii teroristických atentátů, spiknutí a posléze atentát na fiktivního amerického prezidenta z rodu Kennedyů – „K“ znamená Kennedy. Jeho posledním románem byla Rodina, zemřel však před jeho dokončením roku 1999. Tento román o klanu Borgiů z 16. století později dokončila Carol Ginová, kniha však výraznějšího úspěchu nedosáhla.

## Film
Byl rovněž autorem filmových scénářů podle vlastních předloh. Kmotr v režii F. F. Coppoly 1972 získal Oscara, stejně tak i Kmotr II. z roku 1974, třetí část z roku 1990 byla na Oscara nominována.
Kromě tvorby scénářů podle svých románů spolupracoval Puzo i na tvorbě scénáře filmů Superman a Superman 2.

## Kompletní seznam knih

### Fikce
- The Dark Arena (Temná aréna)
- The Fortunate Pilgrim (Šťastný poutník)
- The Godfather (Kmotr)
- Fools Die (Blázni umírají)
- The Sicilian (Sicilián)
- The Fourth K („K“ znamená Kennedy)
- The Last Don (Poslední kmotr)
- Omertà (Omerta)
- The Family, 2001 (Rodina)
- Six Graves to Munich (Sedm katů z Mnichova)

- The Runaway Summer of Davie Shaw (dětská kniha)

### Jiné
- The Godfather Papers & Other Confessions
- Inside Las Vegas